# 普里斯特利山
75°11′S 161°53′E / 75.183°S 161.883°E
普里斯特利山（英語：Mount Priestley）是南極洲的山峰，位於維多利亞地，屬於阿爾伯特親王山脈的一部分，處於別林斯高晉山西南面9公里，海拔高度1,100米，現時由南極條約體系管理。